# Suore terziarie francescane elisabettine
Le suore terziarie francescane elisabettine sono un istituto religioso femminile di diritto pontificio: i membri di questa congregazione pospongono al loro nome la sigla S.T.F.E.

## Storia
La congregazione venne fondata a Padova il 10 novembre 1828 da Elisabetta Vendramini (1790-1860) con l'aiuto del sacerdote Luigi Maran (1794-1859) per l'educazione e l'assistenza alle orfane e alle fanciulle abbandonate: le prime suore seguivano la regola del terz'ordine secolare di san Francesco, approvata da papa Niccolò IV nel 1289.
Uno degli aspetti peculiari dell'opera educativa della Vendramini era che le ragazze affidate alle cure del suo istituto, pur essendo occupate a tempo pieno, erano lasciate in continuo rapporto con le famiglie di origine, presso le quali potevano recarsi a mangiare e dormire. Le religiose si segnalarono durante l'epidemia di febbre asiatica che colpì Padova nel 1836, quando le francescane elisabettine furono le uniche a prestare assistenza agli ammalati.
L'istituto, aggregato all'Ordine dei frati minori dal 19 febbraio 1904, ottenne il pontificio decreto di lode il 5 aprile 1910 e le sue costituzioni vennero approvate definitivamente dalla Santa Sede il 18 giugno 1924.
Elisabetta Vendramini è stata beatificata da papa Giovanni Paolo II nella basilica di San Pietro a Roma il 4 novembre 1990.

## Attività e diffusione
Le terziarie francescane elisabettine si dedicano a varie attività educative, socio-assistenziali e sanitarie.
Sono presenti in Europa (Italia), nelle Americhe (Argentina, Ecuador), in Africa (Egitto e Kenya).  La sede generalizia è a Padova.
Al 31 dicembre 2005, la congregazione contava 1.032 religiose in 117 case.